# Nick Skelton
Nicholas David Skelton –conocido como Nick Skelton– (Bedworth, 30 de diciembre de 1957) es un jinete británico que compitió en la modalidad de salto ecuestre.
Participó en siete Juegos Olímpicos de Verano, entre los años 1988 y 2016, obteniendo dos medallas de oro, en Londres 2012 en la prueba por equipos (junto con Benjamin Maher, Scott Brash y Peter Charles), y en Río de Janeiro 2016 en la prueba individual.
Ganó cinco medallas en el Campeonato Mundial de Saltos Ecuestres entre los años 1982 y 1998, y nueve medallas en el Campeonato Europeo de Saltos Ecuestres entre los años 1985 y 2011.
Fue nombrado Comendador de la Orden del Imperio Británico (CBE) en el año 2016 por sus éxitos deportivos.

## Carrera deportiva
En su dilatada carrera deportiva, iniciada a mediados de los años 1970, ganó dos medallas olímpicas, cinco medallas en el Campeonato Mundial y nueve en el Campeonato Europeo. Cabalgó sobre diferentes caballos famosos: Maybe, If Ever, Apollo and St James.
Compitió en siete Juegos Olímpicos. En su primera participación, Seúl 1988, quedó sexto por equipos y séptimo en la prueba individual. En Barcelona 1992 fue séptimo por equipos y en Pekín 2008 quinto en la misma prueba. En Londres 2012 obtuvo la medalla de oro en la prueba por equipos, montando al caballo Big Star. En la siguiente edición, Río de Janeiro 2016, se proclamó campeón olímpico individual, montando a Big Star.
Se retiró de la competición en abril de 2017, a los 59 años.

## Palmarés internacional
| Juegos Olímpicos   | Juegos Olímpicos        | Juegos Olímpicos  | Juegos Olímpicos |
| Año                | Lugar                   | Medalla           | Categoría        |
| ------------------ | ----------------------- | ----------------- | ---------------- |
| 2012               | Londres (Reino Unido)   | Medalla de oro    | Por equipos      |
| 2016               | Río de Janeiro (Brasil) | Medalla de oro    | Individual       |
| Campeonato Mundial |                         |                   |                  |
| Año                | Lugar                   | Medalla           | Categoría        |
| 1982               | Dublín (Irlanda)        | Medalla de bronce | Por equipos      |
| 1986               | Aquisgrán (RFA)         | Medalla de plata  | Por equipos      |
| 1986               | Aquisgrán (RFA)         | Medalla de bronce | Individual       |
| 1990               | Estocolmo (Suecia)      | Medalla de bronce | Por equipos      |
| 1998               | Roma (Italia)           | Medalla de bronce | Por equipos      |
| Campeonato Europeo |                         |                   |                  |
| Año                | Lugar                   | Medalla           | Categoría        |
| 1985               | Dinard (Francia)        | Medalla de oro    | Por equipos      |
| 1987               | San Galo (Suiza)        | Medalla de oro    | Por equipos      |
| 1987               | San Galo (Suiza)        | Medalla de bronce | Individual       |
| 1989               | Róterdam (Países Bajos) | Medalla de oro    | Por equipos      |
| 1991               | La Baule (Francia)      | Medalla de plata  | Por equipos      |
| 1993               | Gijón (España)          | Medalla de plata  | Por equipos      |
| 1995               | San Galo (Suiza)        | Medalla de plata  | Por equipos      |
| 2011               | Madrid (España)         | Medalla de bronce | Individual       |
| 2011               | Madrid (España)         | Medalla de bronce | Por equipos      |